# خورشیدگرفتگی ۲۷ ژوئیه ۱۸۱۳
خورشیدگرفتگی ۲۷ ژوئیه ۱۸۱۳ (به انگلیسی: Solar eclipse of 27 July 1813) یک خورشیدگرفتگی از نوع خورشیدگرفتگی کلی بود. این خورشیدگرفتگی در تاریخ  ۲۷ ژوئیه ۱۸۱۳ روی داد که زمان اوج آن، ساعت ۱۴:۵۵:۳۵ به‌وقت ساعت هماهنگ جهانی بوده‌است.  مدت‌زمان و طول این خورشیدگرفتگی ۰۳ دقیقه و ۲۷ ثانیه بود.